# Kisdorf
Kisdorf est une commune allemande de l'arrondissement de Segeberg, dans le Land de Schleswig-Holstein.

## Géographie
Kisdorf se situe à une dizaine de kilomètres au nord de Norderstedt.
Son territoire est traversé par la Bundesautobahn 7 entre Hambourg et Flensbourg, et à l'est la Bundesstraße 432 entre Norderstedt et Bad Segeberg.

## Histoire
Kisdorf est mentionné pour la première fois en 1520 sous le nom de « Kystorpp », d'origine inconnue. Jusqu'au milieu du XVIe siècle, il y a une verrerie dans le village et jusqu'au XVIIIe, de vastes zones forestières sont utilisés pour la production de charbon de bois.
En 1859, une partie de la commune est détruite par le Sengelbrand, un grand incendie.

## Émetteur de Kaltenkirchen
Sur la colline de Kisdorf-Regel, se trouve l'émetteur de Kaltenkirchen, géré par Deutsche Telekom. Elle émet essentiellement sur les régions situées au nord de Hambourg, et la région de Neumünster, c'est-à-dire les radios privées le long de l'A7. Elle émet sur des zones communes avec l'émetteur de Henstedt-Ulzburg (ainsi R.SH et Delta radio ont dû mettre leurs fréquences en conformité).

## Personnalités liées à la commune
- Ernst Barkmann (1919-2009), commandant de la Waffen-SS, né à Kisdorf, plus tard maire de la commune.

## Source, notes et références
- (de) Cet article est partiellement ou en totalité issu de l’article de Wikipédia en allemand intitulé « Kisdorf » (voir la liste des auteurs).